# Vörösfenyő
A vörösfenyő (Larix) a tűlevelűek (Pinopsida) osztályában a fenyőalakúak (Pinales) rendjébe és a fenyőfélék (Pinaceae) családjába tartozó növénynemzetség.

## Származása, elterjedése
Ez a legelterjedtebb lombhullató fenyőféle. Az egyéb lombhullató fenyőalakúak közül említésre érdemes a Kínában őshonos kínai vörösfenyő (vagy aranyfenyő, Pseudolarix),  a kínai mamutfenyő (Metasequoia), és az USA-ban őshonos mocsárciprus (Taxodium) nemzetség, de ezen csoportok együtt sem terjedtek el akkora területen, mint a vörösfenyő.
A többi fenyőféléhez hasonlóan tipikus holarktikus nemzetség; az eurázsiai–boreális flóraterület egyik meghatározó növénye. A végeláthatatlan szibériai tajga faállományának csaknem fele vörösfenyő: nyugaton szibériai vörösfenyő (Larix sibirica), keleten dauriai vörösfenyő (Larix gmelinii). Ezek a hatalmas fák 30–40 méter magasra is megnőnek, törzsük átmérője akár 1,75 méter, életkoruk akár 300–500 év is lehet. A Bajkál-tótól nyugatra elterülő Szajánokban 800–900 éves egyedeket is találtak.
Észak-Amerika erdőiben, USA, Kanada északi területein, egész az északi sarkkörig nagyon elterjedt az amerikai vörösfenyő Larix laricina.
Termőterületét hazánkban folyamatosan növelik; értékes fája, gyors növekedése és viszonylag kevés természetes ellensége miatt az erdészek nagyon kedvelik.

## Megjelenése, felépítése
Egyenes törzsű, 25–35 méter magasra növő fa. Vöröses kérge vastag, pikkelyes. A puha, világoszöld tűlevelek a hosszúhajtásokon egyesével nőnek, a rövidhajtásokon pedig csomókban; egy-egy csomóban 20–60 tűlevél van.
Porzós virágai sötétpirosak, termős virágzatai (tobozai) aprók, barnák és felfelé állnak. A toboz mérete 2–5 cm, formája meglehetősen változatos.

## Életmódja
Legjellegzetesebb, a többi fenyőfélétől eltérő tulajdonsága, hogy tűleveleit a tél beállta előtt lehullatja. A fiatal vörösfenyők télen is megtartják tűleveleiket, ami valószínűleg arra utal, hogy őseik örökzöldek voltak.
A napenergiát igen jól hasznosítja, így sok szerves anyagot termel. Ennek eredményeként a fiatal fák 1–1,5 métert is nőnek évente, bár később a növekedésük lelassul. Kedvező feltételek mellett már a százéves egyedek elérhetik a 30–35 métert. A gyors növekedéshez nagyon sok fényre van szüksége, ezért kedvezőbb éghajlaton más fafajokat könnyen elnyomhat.
Toboza évekig a fán marad, mielőtt lehullana.

## Fajok, hibridek
A nemzetségnek valamennyi faja az északi flórabirodalomban Eurázsiában és Észak-Amerikában honos, a hideg (szubarktikus) és hideg mérsékelt égövi területeken. A tizennégy fajból csak öt terjedt el nagy területen:
- Eurázsiában:
  - szibériai vörösfenyő (Larix sibirica),
  - dauriai vörösfenyő (Larix gmelinii),
  - európai vörösfenyő (Larix decidua);
- Észak-Amerikában:
  - amerikai vörösfenyő (Larix laricina),
  - nyugati vörösfenyő (Larix occidentalis).

A nemzetség legnagyobb faja az Észak-Amerika nyugati részén élő nyugati vörösfenyő (Larix occidentalis). Átlagos magassága 40–50 méter, de némely egyed eléri a 80 métert is.
Európában főleg a hegyvidéki és szubalpesi övezetekben a legelterjedtebb faj a közönséges vagy európai vörösfenyő (Larix decidua), mely fénykedvelő, és alkalmazkodott a kontinentális klímához. Kedveli a friss,  nem túlzottan nedves talajt, és bírja a kemény fagyokat is.
Ismert hibrid fajkeverékek:
- Larix x marschlinsii
- Larix x eurolepis (Larix decidua x Larix kaempferi)
- Larix x leptoeuropaea (Larix kaempferi x Larix decidua)

## Felhasználása
Gyantajáratokkal átszőtt, vöröses fája nagyon tartós és szilárd; ez a legértékesebb fenyőfa. Nagy gyantatartalmának köszönhetően az időjárás viszontagságait jól tűri, emellett rugalmas, szívós, könnyen hasítható. Fajlagos tömege 650–700 kg/m³. Kiváló épület- és bányafa, szerkezet- és díszítőfa. Régebben főleg vízi építkezéseknél, a bányászatban és tetőszerkezetekhez használták, ma főleg a bútor- és az építőipar keresett alapanyaga. Vasúti talpfának, kerítésoszlopnak, külső nyílászárónak, lépcsőfoknak, padlónak tömegesen használják. Mivel saválló is, a vegyipar számára kádakat, hordókat is készítenek belőle. Szívesen használják a belsőépítészetben és a bútorgyártásban; feldolgozzák furnérnak és fűrészárunak, de megmunkálását nehezítik a kemény és szívós oldalágak. Jól szárad, közepesen repedezik és vetemedik.
A régészek mát több mint 2500 éves vörösfenyő gerendákat és egyéb tárgyakat is találtak; az Altaj vidékén talált 500 éves sírmaradványok vörösfenyő fája olyan kemény volt, hogy nem lehetett késsel vágni – ezeket a leleteket Szentpétervárott, az Ermitázsban állították ki.
Az ókori Rómában az amfiteátrumok építéséhaz is vörösfenyőt használták. A Dunában Szörényvárnál (Vaskapu) megtalálták Traianus császár vörösfenyőből épített és csaknem 1700 évig használt hídjának még mindig jó állapotú maradványait.[forrás?] Az észak-olaszországi Velence és az oroszországi Szentpétervár is vörösfenyő oszlopokra épült, és ebből a fából készítették Budapesten az Országház alapját is.
Nem hiába hívják a vörösfenyőt „örök fának”. Oroszországban ezt tartották a hajók építésére legalkalmasabb fának, főleg I. Péter orosz cár idején, amikor az orosz hadiflottát kiépítették. Vörösfenyőből készült a moszkvai Kreml temploma és a Vaszilij Blazsennij-székesegyház belső szerkezete. Vörösfenyő borítja a világ egyik legjobb kerékpárpályáját Krilatszkojéban.

## Galéria

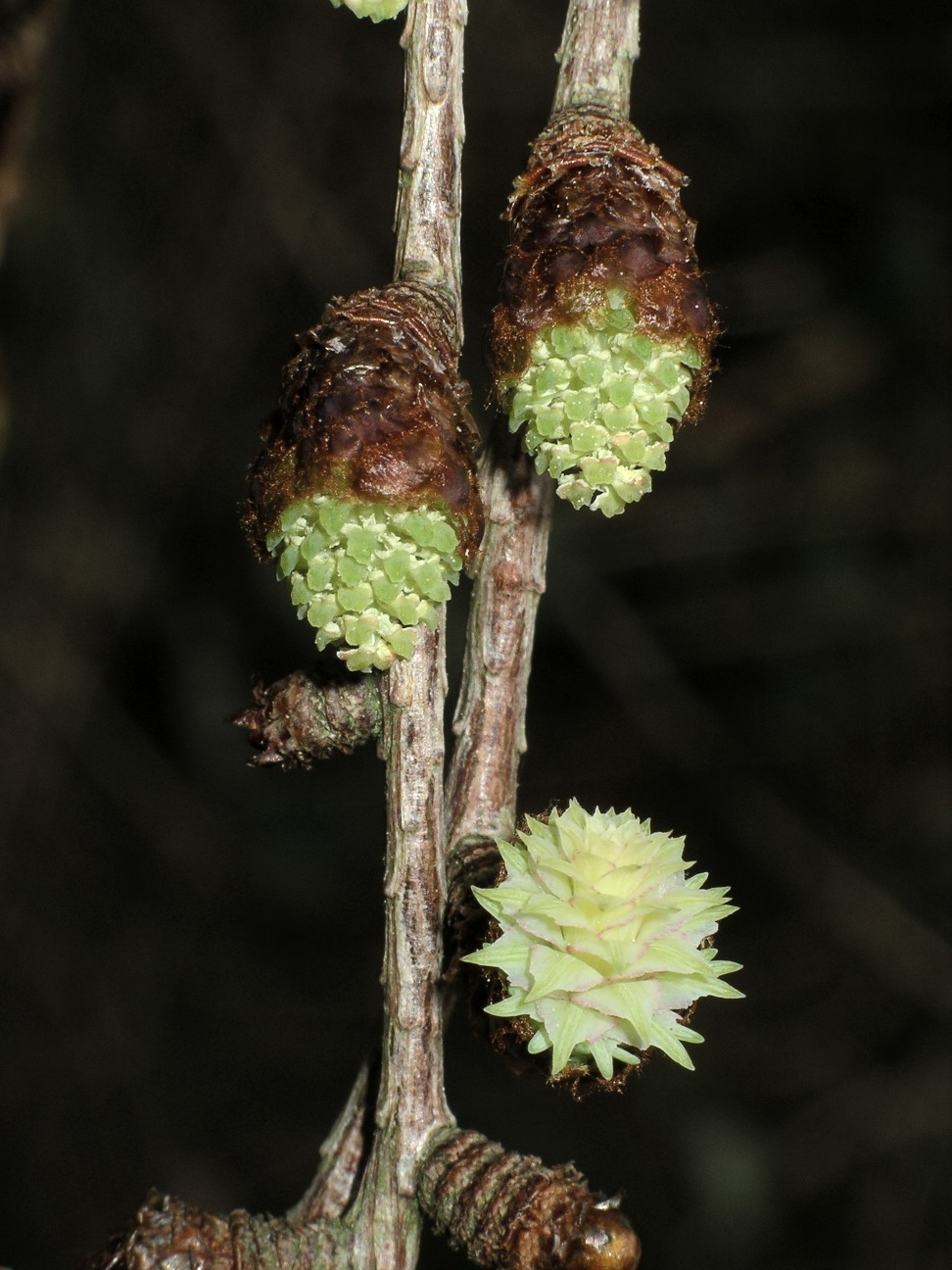
Japán vörösfenyő virágzata
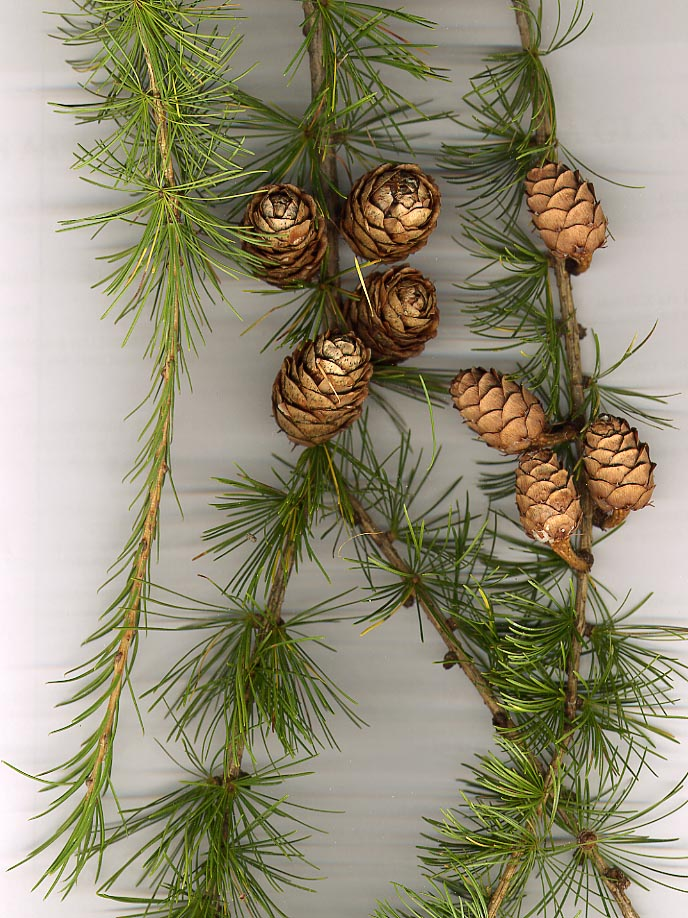
Európai vörösfenyő virágzata
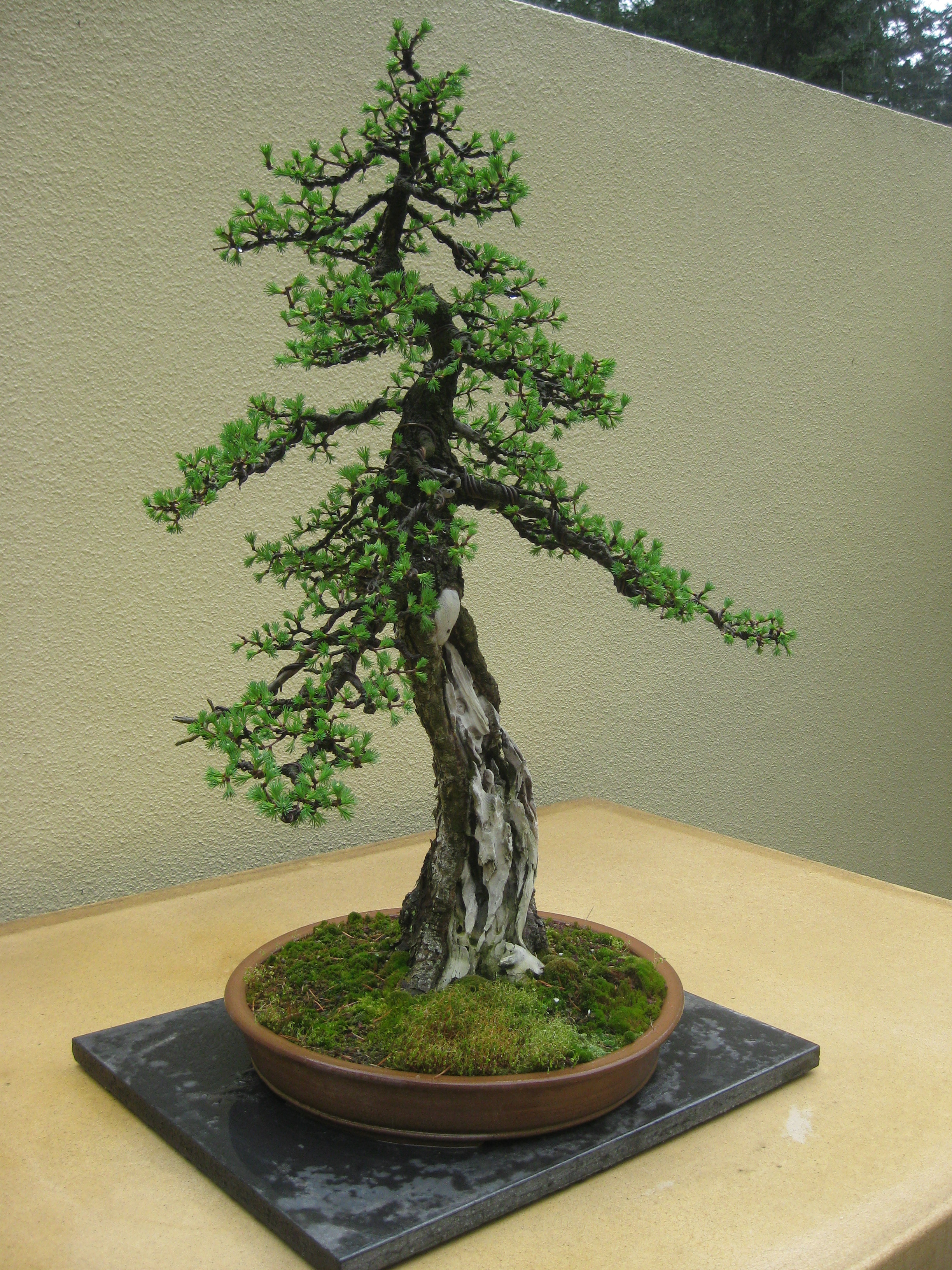
Bonsai vörösfenyő
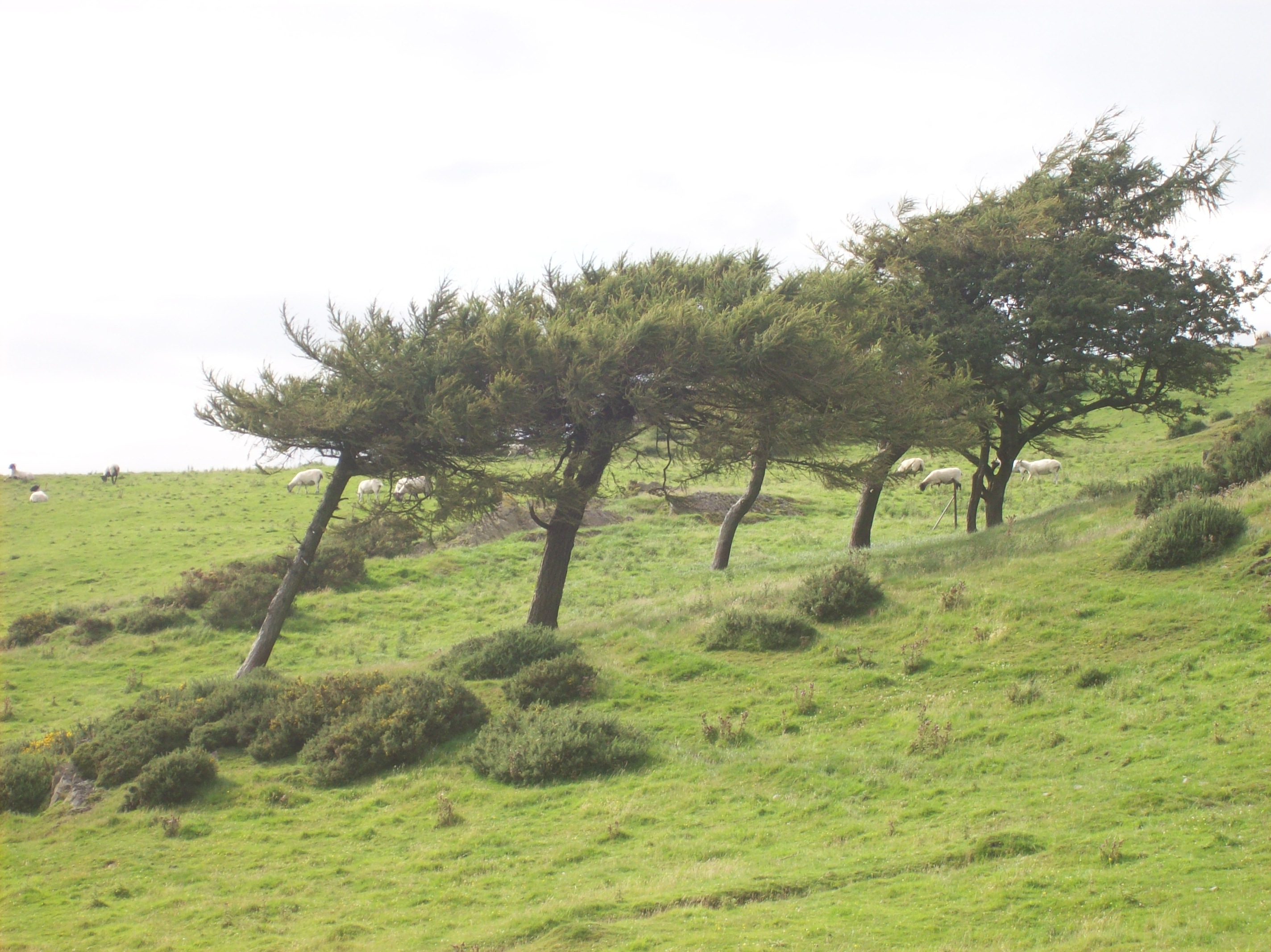
A szél hatása növekedésére
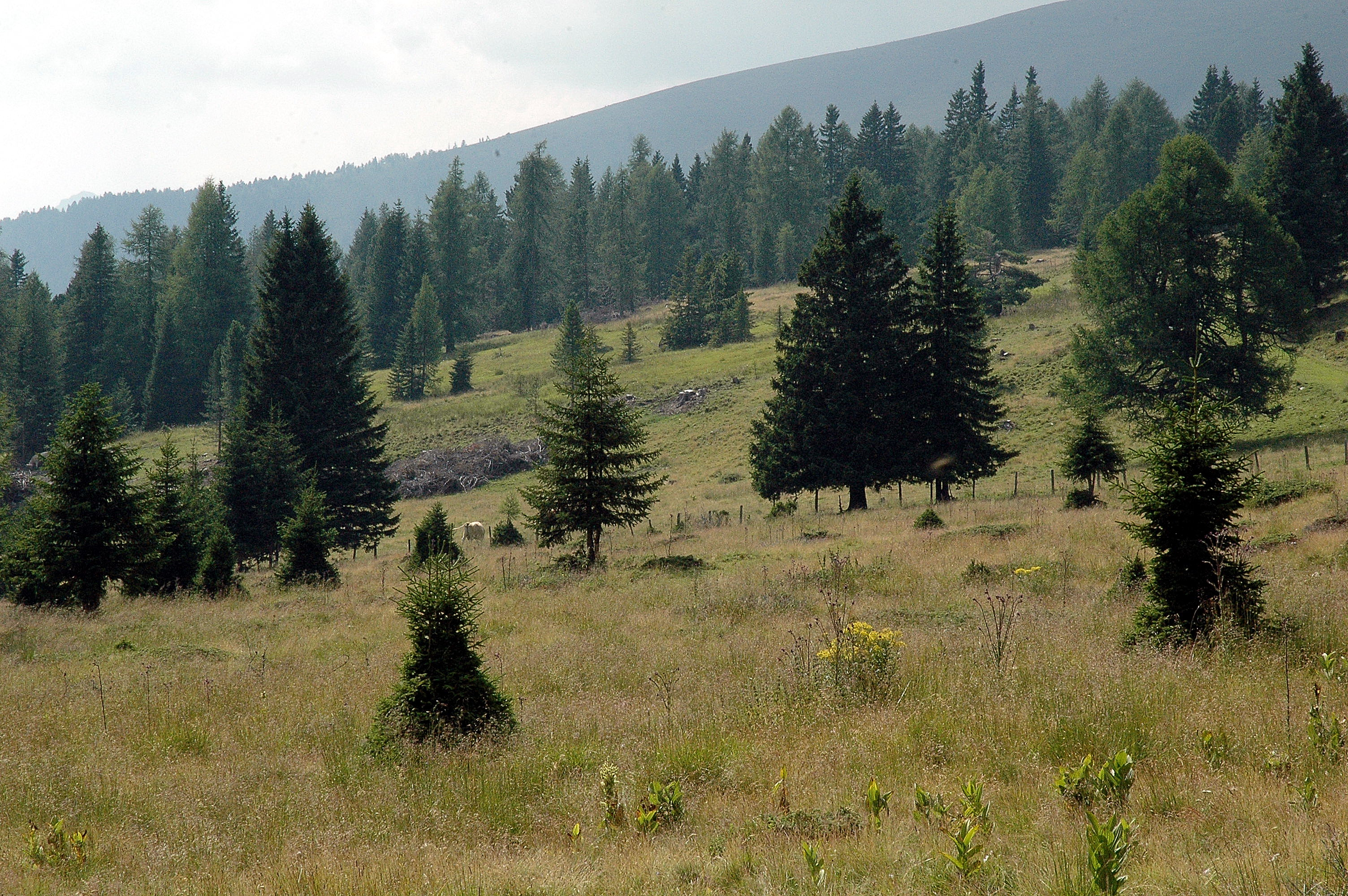
Hegyoldalon lévő egyedei
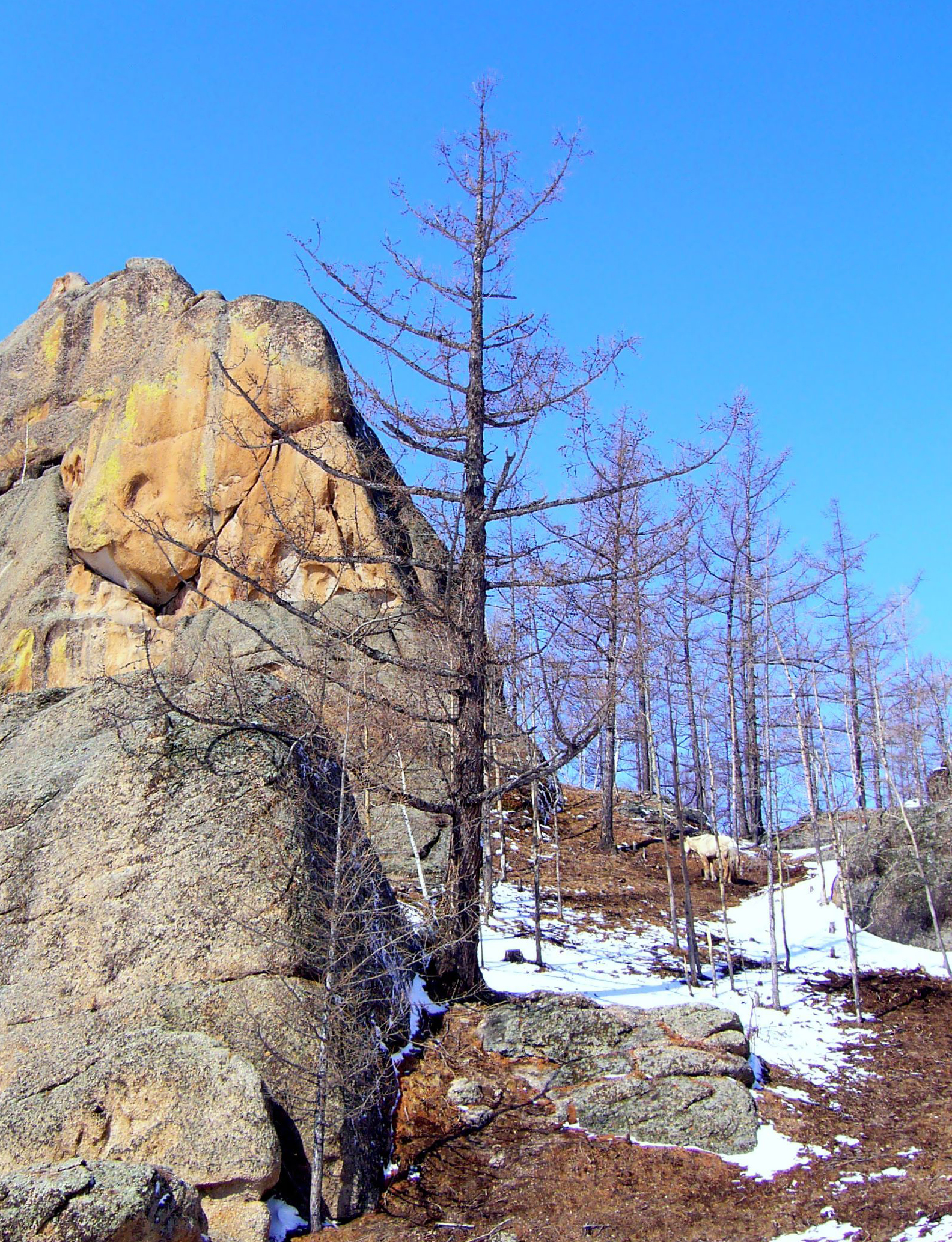
Szibériai vörösfenyő télen
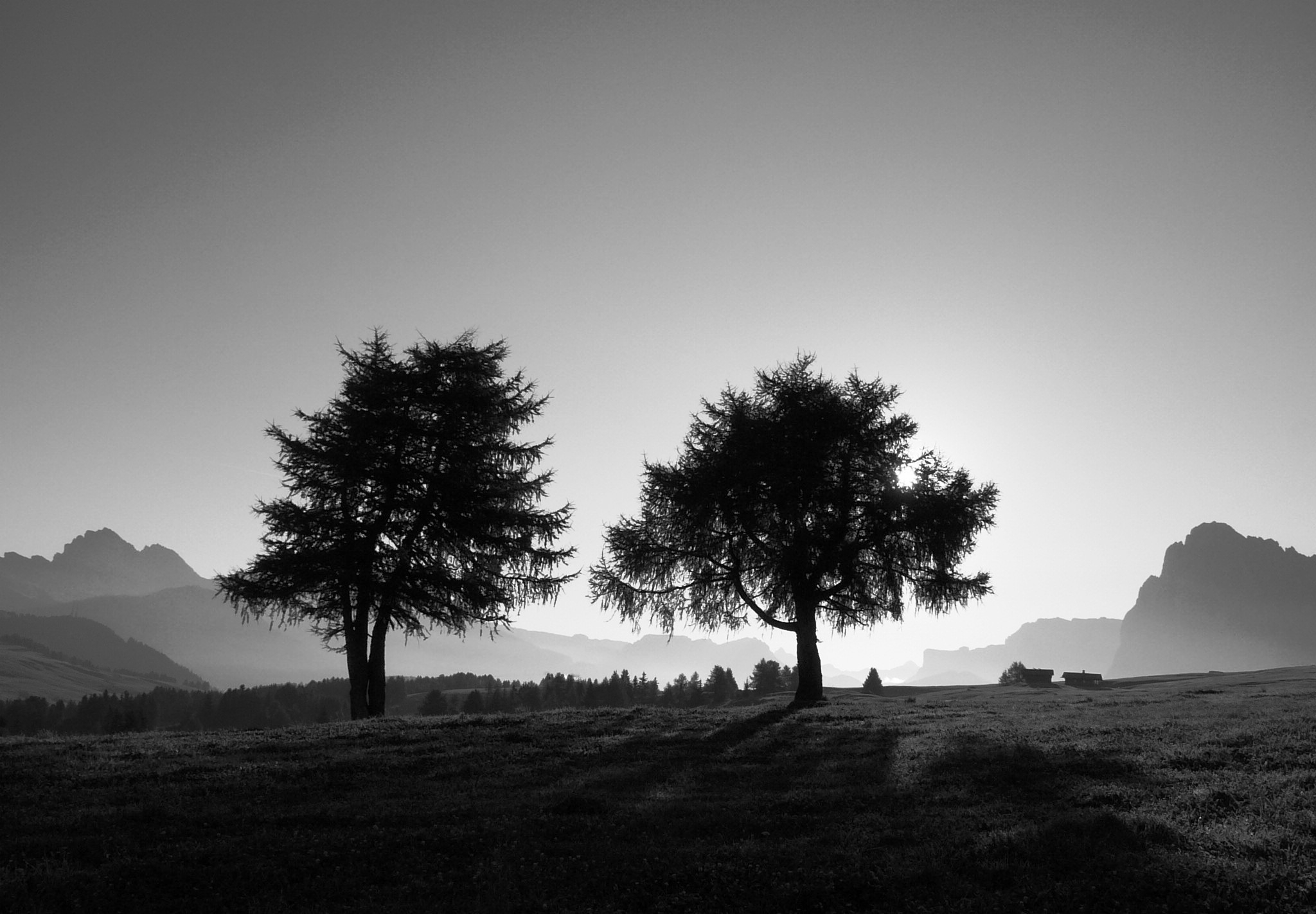
Európai vörösfenyő alkonyatkor Olaszországban
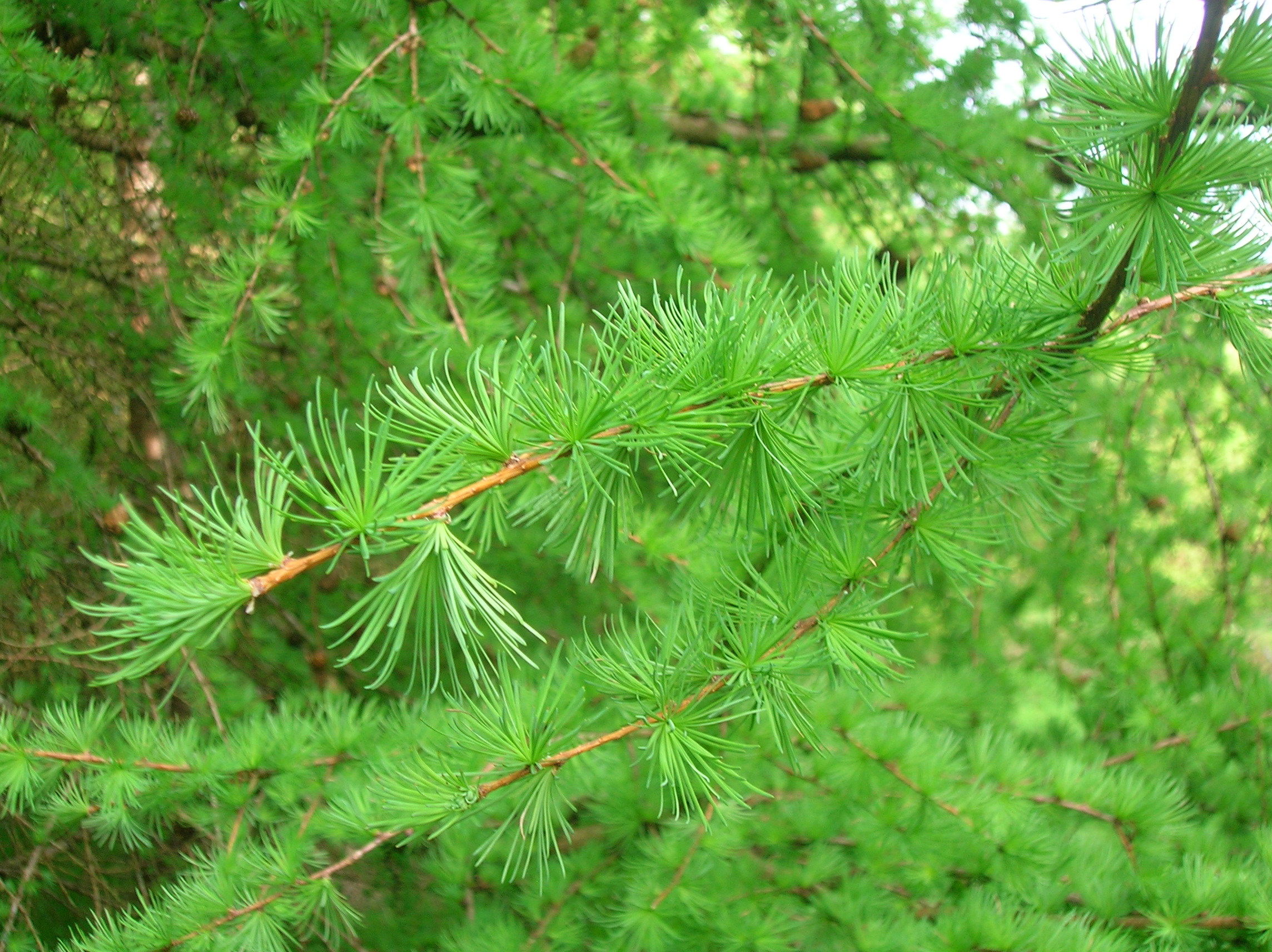
Kora tavasszal